# Эргольдинг
Эргольдинг (нем. Ergolding) — ярмарочная община в Германии, в Республике Бавария.
Община расположена в правительственном округе Нижняя Бавария в районе Ландсхут. Население составляет 11 787 человек (на 31 декабря 2010 года). Занимает площадь 37,16 км².
Община подразделяется на 24 сельских округа.

## Население
По оценке на 31 декабря 2015 года население общины Эргольдинг составляет 12 193 чел. 

| Дата      | 1840 | 1871 | 1900 | 1925 | 1939 | 1950 | 1961 | 1970 | 1987 | 2011  |
| --------- | ---- | ---- | ---- | ---- | ---- | ---- | ---- | ---- | ---- | ----- |
| Население | 844  | 1456 | 1630 | 1644 | 2074 | 3190 | 4605 | 6291 | 9201 | 11514 |

| Год       | 1960 | 1970 | 1980 | 1990 | 2000  | 2009  | 2010  | 2011  | 2012  | 2013  | 2014  | 2015  |
| --------- | ---- | ---- | ---- | ---- | ----- | ----- | ----- | ----- | ----- | ----- | ----- | ----- |
| Население | 4621 | 6397 | 8277 | 9977 | 11126 | 11720 | 11787 | 11634 | 11681 | 11774 | 11972 | 12193 |